# 존 트라볼타
존 조지프 트라볼타(영어: John Joseph Travolta, 1954년 2월 18일 ~ )는 미국의 배우이자 가수이다. 출연했던 영화 작품들의 주연으로 잘 알려져 있다. 가장 유명한 배역으로는 《토요일 밤의 열기》의 토니 마네로, 컬트 뮤지컬 《그리스》의 대니얼 '대니' 주코, 《펄프 픽션》의 빈센트 베가, 《겟 쇼티》와 《쿨!》의 칠리 팔머, 《브로큰 애로우》의 메이저 빅 '딕' 디킨스, 《페이스 오프》의 숀 아처, 《퍼니셔》의 하워드 세인트, 《거친 녀석들》의 우디 스티븐스, 《헤어스프레이》의 에드나 턴블래드 등이 있으며, 가장 최근에는 《펠햄 123》의 버나드 라이더로 출연하였다.
《토요일 밤의 열기》의 토니 마네로, 《펄프 픽션》의 빈센트 베가로 아카데미 남우주연상 후보에 올랐으며, 《겟 쇼티》의 칠리 팔머로 골든 글로브 뮤지컬 코미디 부문 남우주연상을 수상하였다
2009년 자폐증에 걸린 아들이 사망하여 크게 낙심하였으나 2010년 신작을 준비하며 회복 중이다.
2020년 7월 13일 아내 켈리 프레스턴이 유방암 투병 끝에 사망했다.

## 특기사항
- 유능한 대형 제트 여객기 조종사로서 걸프스트림, 보잉 707, 보잉 747, 에어버스 A380 조종 면장을 취득하였으며, 자신의 집에 개인 공항을 두고 보잉 707 및 걸프스트림 자가용 여객기를 보유, 운용하고 있다.
- 아내인 켈리 프레스턴을 유방암으로 잃었고, 뮤지컬 영화 그리스에서 남녀 주인공으로 함께 열연했던 올리비아 뉴턴존도 유방암으로 투병 중 2022년 8월 사망했다.

## 출연 작품
- 캐리 (1976)
- 토요일 밤의 열기 (1977) - 토니 마네로 역
- 그리스 (1978) - 대니 주코 역
- 필사의 추적 (1981)
- 스테잉 얼라이브 (1983)
- 환상의 듀엣 (1983)
- 펄프 픽션 (1994) - 빈센트 베가 역
- 겟 쇼티 (1995)
- 페노메논 (1996) - 조지 몰리 역
- 페이스 오프 (1997) - 숀 아처/캐스터 트로이 역
- 씬 레드 라인 (1998)
- 장군의 딸 (1999)
- 스워드피쉬 (2001) - 가브리엘 역
- 디스터번스 (2001) - 프랭크 역
- 베이직 (2003) - 톰 하디 역
- 거친 녀석들 (2007)
- 헤어스프레이 (2007)
- 볼트 (2008) - 볼트 역 (목소리)
- 다이 하트: 더 무비 (2023) - 론 윌콕스 역
- 하늘의 목자 (2023) - 조니 카바나 역
- 캐시 아웃 (2024) - 메이슨 고다드 역

## 수상 경력
- 1978년 브라보오토어워즈 남우주연상
- 1978년 제49회 미국비평가협회상 남우주연상
- 1978년 골든애플어워즈 올해의 남성상
- 1979년 브라보오토어워즈 남우주연상
- 1979년 제36회 골든글로브시상식 남자인기상
- 1981년 헤이스티 푸딩 씨어트리컬 올해의 남성상
- 1983년 브라보오토어워즈 남우주연상
- 1994년 스톡홀름국제영화제 남우주연상
- 1995년 다비드 디 도나텔로 비평가협회상 외국남자배우상
- 1995년 제15회 런던비평가협회상 남우주연상
- 1995년 제20회 LA비평가협회상 남우주연상
- 1995년 제4회 MTV영화제 최고의 댄스장면상
- 1995년 남동부비평가협회상 남우주연상
- 1996년 제53회 골든글로브시상식 뮤지컬/코미디부문 남우주연상
- 1996년 아메리칸코미디어워즈 가장재미있는 남자배우상
- 1996년 쇼웨스트어워즈 올해의 남자배우상
- 1997년 블록버스터엔터테이너어워즈 드라마부문 가장좋아하는 남자배우상
- 1997년 아메리칸시네마더큐어 어워즈 갈라 트리뷰트상
- 1998년 시카고국제영화제 평생공로상
- 1998년 골든애플어워즈 올해의 남성상
- 1998년 제7회 MTV영화제 최고의 스크린듀오상
- 1998년 BAFTA 로스엔젤라스 브리타니아 어워즈 우수배우상
- 1999년 제10회 팜스프링스국제영화제 데저트 팜 업적상
- 1999년 블록버스터엔터테인먼트어워즈 월드 아티스트상
- 2001년 제21회 골든라즈베리시상식 최악의 남우주연상
- 2004년 제8회 할리우드영화제 평생공로상
- 2007년 제11회 할리우드영화제 남우조연상
- 2008년 제23회 산타바바라국제영화제 커크 더글라스상
- 2008년 AARP 어워즈 베스트 그로운업 러브스토리상
- 2011년 제46회 골든카메라시상식 최우수해외남자배우상
- 2012년 쥬리치필름페스티벌 골든 아이콘상
- 2012년 제60회 산세바스찬국제영화제 평생공로상
- 2013년 제48회 카를로비바리국제영화제 세계영화공헌상
- 2014년 제15회 IIFA인터네셔널 어워즈 국제영화특별상
- 2016년 제68회 에미상 리미티트시리즈/영화부문 프로듀서상